# Out in Fifty
Out in Fifty é um filme independente de 1999 dirigido e escrito por Bojesse Christopher e Scott Leet, que estrelam o filme junto com o ator Mickey Rourke. O filme tem no elenco Peter Greene, Ed Lauter, Balthazar Getty, James Avery e Christina Applegate.

## Sinopse
Um ex-presidiário envolve-se em triângulo amoroso e passa a ser manipulado, transformando-se em bode expiatório em esquema de assassinato por vingança.